# Baronia de Vallvert
La Baronia de Vallvert és un títol nobiliari espanyol atorgat per la reina Isabel II, el 3 de juny de 1863, a favor de José Pedro Vich (abans Manglano y Ruiz), baró de Llaurí.
L'actual titular, des de 2009, per distribució del seu pare, és María Cristina Manglano Puig, V baronessa de Vallvert, Dama d'Honor i Devoció de la Sobirana Orde Militar de Malta i Dama del Reial Estament de Girona.

## Armes
A l'Elenco..., es descriuen així: «En camp d'atzur, un magraner d'or, sobremuntat d'una àguila imperial, al natural. Bordura d'argent, amb les quines de Portugal.»
En l'expedient per a l'ingrés en l'Orde de Sant Jaume de José Manglano y Ruiz de Albornoz (1867) es descriuen així les armes d'aquest llinatge: «una àguila posada sobre un tronc de tres branques d'un magraner i en cada branca una magrana del seu mateix color natural, l'àguila té als peus una magrana i sota cada ala una altra, aquestes ales les té obertes i desplegades, té l'escut el camp blau i per orla vuit escuts blaus en camp d'argent amb a les quines de Portugal.»

## Barons de Vallvert
|                                      | Titular                                 | Període                              |
| Creat en 1869 per la reina Isabel II | Creat en 1869 per la reina Isabel II    | Creat en 1869 per la reina Isabel II |
| ------------------------------------ | --------------------------------------- | ------------------------------------ |
| I                                    | José Pedro Vich (abans Manglano y Ruiz) | 1869-1897                            |
| II                                   | Manuel Manglano Palencia                | 1897-?                               |
| III                                  | Ignacio Manglano y Urruela              | 1949-?                               |
| IV                                   | Joaquín Manglano y Baldoví              | 1991-2009                            |
| V                                    | María Cristina Manglano Puig            | 2009-actual titular                  |

## Història dels barons de Vallvert
- José Pedro Vich (abans Manglano y Ruiz) (1819-1900), I baró de Vallvert, XVI baró de Llaurí, i de Golifás. senyor de Beniomer, Beniboquer i Matadas. Diputat a Corts.

1. Casat, en 1855, amb Julia Palencia y Roca (n.1837-1919).

D'aquest matrimoni van néixer cinc fills:
1. Luis Manglano Palencia (n.1863-1937), XVII baró de Llaurí, Majordom de setmana de Sa Majestat, Tinent de Cavalleria, Diputat a Corts. Casat, en 1891, amb Josefa Cucaló de Montull y Cubélls (n.1861-1951), baronessa de Terrateig.D'aquest matrimoni van néixer vuit fills: Joaquín (serà pare del IV baró de Vallvert), Luis, Blanca, Asunción, Carmen, Julia, Jesús i Fernando Manglano y Cucaló de Montull.
2. Julia Manglano y Palencia, I baronessa de Beniomer. Casada amb Agustín Bosch y Juan. Sense descendència.
3. Adela Manglano y Palencia, casada amb Fausto Pérez Ballesteros; amb descendència.
4. Manuel Manglano y Palencia, que segueix.
5. José Manglano y Palencia, Alferes del Batalló de la Reserva de Sogorb.

El succeí, el 15 de febrer de 1897, per cessió inter vivos, el seu quart fill:
- Manuel Manglano y Palencia (n.1864-?), II baró de Vallvert, Majordom de setmana de Sa Majestat, Senador del Regne.

1. Casat en primeres noces, en 1897, amb Guadalupe de Urruela y Morales (1872-1917), natural de Guatemala.
2. Casat en segones noces, en 1923, amb María de los Dolores Torres y Sala (n.1883-?), Dama de la Reial Mestrança de Cavalleria de València.

Del primer matrimoni, van tenir dos fills:
1. Ignacio Manglano y Urruela (n.1902-?), que segueix.
2. Manuel Manglano y Urruela (1906-1936), Cavaller de l'Orde de Montesa, Alferes de Cavalleria, membre de la Guàrdia Reial i del Regiment d'Hússars de la Princesa. Fou assassinat l'agost de 1936, en començare la Guerra Civil.

El succeí, el 4 de novembre de 1949, per convalidació, el seu fill primogènit:
- Ignacio Manglano y Urruela (n.1902-?), III baró de Vallvert, comandant de Cavalleria, Cavaller de l'Orde de Montesa.

Sense dades sobre la seva descendència ni defunció.
El va succeir, el 17 de setembre de 1991, el fill del seu cosí Joaquín Manglano y Cucaló de Montull, y nieto del primer barón:
- Joaquín Manglano y Baldoví (1923-2011), IV baró de Vallvert, XIX baró de Llaurí, Gran d'Espanya, VII comte del Burgo de Lavezaro, XV baró d'Alcalalí i San Juan de Mosquera, IV baró de Beniomer, Degà de la Sobirana Orde Militar de Malta a Espanya, Comanador de l'Orde al Mèrit Melitenc.

1. Casat, en 1961, amb María del Dulce Nombre de Puig y Fontcuberta.

D'aquest matrimoni van néixer cinc fills:
1. Verónica Manglano de Puig (n. 1962), XX baronessa de Llaurí, Gran d'Espanya, Dama d'Honor i Devoció de la Sobirana Orde Militar de Malta. Casada en 1989 amb Alfonso García-Menacho y Osset, Coronel d'Artilleria, fill del III marquès de Santa Marina. Amb descendència.
2. Joaquín Manglano de Puig (n.1963), VIII comte del Burgo de Lavezaro, Cavaller d'Honor i Devoció de la Sobirana Orde Militar de Malta. Advocat. Resta solter; sense descendència actual.
3. Marta Manglano de Puig (n.1966), VI baronessa de Beniomer, Dama d'Honor i Devoció de la Sobirana Orde Militar de Malta. Casada en 1999 amb Timmo Henseler, natural d'Amsterdam, Països Baixos. Amb descedència.
4. Cristina Manglano de Puig (n.1970), que segueix.
5. Carmen Manglano de Puig (n.1976), Dama d'Honor i Devoció de la Sobirana Orde Militar de Malta. Casada en 1999 smb David Wansik, natural de Brussel·les, Bèlgica. Amb descendència.

La succeí, en 2009, per cessió inter vivos mitjançant distribució, la seva filla:
- Cristina Manglano de Puig (n.1970), V baronesa de Vallvert, Dama d'Honor i Devoció de la Sobirana Orde Militar de Malta i del Reial Estament de Girona. Casada en 1997 amb Francisco-Berenguer de Yturbe y Carreras-Candi. Amb descendència.

Actual titular.